# Sophie Thalmann
Pour les articles homonymes, voir Thalmann.
 (octobre 2019).
Si vous disposez d'ouvrages ou d'articles de référence ou si vous connaissez des sites web de qualité traitant du thème abordé ici, merci de compléter l'article en donnant les références utiles à sa vérifiabilité et en les liant à la section « Notes et références ».
Sophie Thalmann, née le 7 mai 1976 à Bar-le-Duc, dans la Meuse, est une reine de beauté, comédienne, animatrice de télévision et mannequin française.
Elle est élue Miss Lorraine 1997, puis Miss France 1998. Elle est la 68e Miss France.

## Biographie

### Origines et études
Sophie Thalmann est issue d'un milieu modeste : son père est gérant d’une auto-école et sa mère est couturière.
Elle fait ses études à Nancy et passe un DEUG médiation culturelle et communication. Par la suite, elle entre à l’Institut européen de cinéma et d'audiovisuel et obtient sa licence.

### Vie privée
Sophie Thalmann est passionnée d'équitation depuis son plus jeune âge, ainsi que de peinture.
Elle s'est mariée, en 2006, avec le jockey belge Christophe Soumillon. Ensemble, ils ont trois enfants : Charlie, née en septembre 2005, Mika, né en novembre 2008, et Robin, né en avril 2017.

## Concours de beauté

### Miss Lorraine
En 1996, à l’âge de 20 ans, Sophie Thalmann gagne l’élection de Miss Meuse puis passe de justesse à côté du titre de Miss Lorraine en devenant première dauphine. En 1997, elle décroche le titre de Miss Lorraine à Bar-le-Duc qui la qualifie pour l'élection de Miss France 1998 retransmise sur TF1. 

### Élection de Miss France 1998
Alors qu'elle entamait des études d'audiovisuel à Nancy (Institut européen de cinéma et d'audiovisuel), Sophie Thalmann est élue Miss France 1998 à 21 ans, le 13 décembre 1997, à Deauville devant 15 millions de téléspectateurs. Elle succède à Patricia Spehar, Miss France 1997.
Ses dauphines sont :
- 1re : Véronique Caloc, Miss Martinique, 1re dauphine de Miss Monde ;
- 2e : Céline Cheuva, Miss Flandre ;
- 3e : Hinano Teonatoga, Miss Tahiti ;
- 4e : Anne Houze, Miss Hainaut ;
- 5e : Florence Jacquinot, Miss Pays d'Ain, 7e dauphine de Miss Model of the World ;
- 6e : Maud Aguilar, Miss Bourgogne.

Sophie Thalmann est la 3e Miss Lorraine élue Miss France après Isabelle Krumacker (1973) et Sophie Perin (1975).

### Année de Miss France
Après son élection et pendant près d’un an, Sophie Thalmann sillonne les routes françaises en compagnie de Geneviève de Fontenay. Elle va être invitée dans de nombreuses émissions télévisées et faire la « une » de nombreux grands quotidiens.
Le 12 mai 1998, Sophie Thalmann représente la France au concours Miss Univers se déroulant à Honolulu (Hawaï). Lors de l'élection, elle ne sera pas classée.
En 1998, elle participe au jeu Une famille en or sur TF1. En juin 1998, alors qu'elle est la Miss France en titre, elle participe au jeu télévisé Fort Boyard diffusé le 4 juillet sur France 2. Elle est la capitaine d'une équipe composée de la patineuse artistique Marie-Pierre Leray et des chanteurs du groupe Poetic Lover : Carry, Dre, Littla et Jay. Ils ont joué en faveur de l'association Les Nez rouges. 
Le 12 juillet 1998, elle assiste à la finale de la Coupe du Monde de football France-Brésil au Stade de France.
Pour le concours Miss Monde 1998 se tenant le 26 novembre 1998 à Mahé aux Seychelles, elle est remplacée par sa 1re dauphine, Véronique Caloc, qui se classe, au terme de l'élection, au rang de 1re dauphine de Linor Abargil. 
Lors de son année de Miss France, elle a voyagé en France métropolitaine et en outre-mer (surtout pour les galas et les élections en régions), ainsi que dans le monde.
Le 12 décembre 1998, à Nancy, elle transmet son titre à Mareva Galanter, Miss Tahiti, élue Miss France 1999.

## Carrière à la télévision
- 1999-2002 : Téléfoot sur TF1 avec Thierry Roland
- 1999-2000 : Y'a pas photo sur TF1 avec Laurent Fontaine et Pascal Bataille
- 2000 : Les P'tits Princes avec Benjamin Castaldi et Carole Rousseau sur TF1
- 2000 : Le bêtisier du sport avec Jean-Philippe Lustyk  sur TF1
- 2001-2002 : Combien ça coûte ? : chroniqueuse sur TF1
- 2002 : Jouons avec les régions ! coprésenté avec Jean-Pierre Pernaut  sur TF1
- 2003-2004 : Vous pouvez répéter la question ? avec Pierre Sled sur France 3
- 2004-2005 : J’ai aimé un cheval sur Equidia
- 2006-2009 : Sophie.club sur Equidia
- 2007 : Le matin de Diane avec Fabien Cailler sur Equidia
- 2009-2017 : Ch'val dire à Sophie sur Equidia
- 2011 : Bientôt maman... j'appelle Sophie ! sur Vivolta
- 2012 : La Place des People sur Star Tv
- 2013-2017 : Sophie & Cie sur Equidia Life
- 2015 : Touche pas à mon poste ! sur D8 : chroniqueuse
- 2015 : Wouf, quel chien sera à la hauteur ? sur NRJ12 : jurée
- 2015 : L'Académie des neuf sur NRJ 12 : 3 participations
- 2017 : AcTualiTy sur France 2 : chroniqueuse
- 2017-2019 : Les Années bonheur sur France 2 : joker d'Élodie Gossuin et remplacement d'Élodie Gossuin durant toute la dernière saison.

### Animatrice et chroniqueuse

#### TF1
En 1999, Sophie Thalmann commence sa carrière télévisuelle sur TF1, en étant consultante sportive dans le magazine sportif Téléfoot. Elle sera présente, tous les dimanches, durant trois saisons pour coanimer le magazine aux côtés de Thierry Roland. Elle y a, entre autres, interviewé des stars du ballon rond ainsi que le futur sélectionneur de l'équipe de France de football Raymond Domenech. Elle sera ensuite moins présente dans l'émission pour se consacrer à l'émission Y'a pas photo sur la même chaîne.
Elle enchaîne des émissions sur la même chaîne dans des registres différents :
- elle coanime le magazine Y'a pas photo (à partir du 13 septembre 1999 jusqu'en juin 2000) aux côtés des animateurs Pascal Bataille et Laurent Fontaine. Elle y assure la chronique Les folies de Sophie dans laquelle elle demande aux invités de reconnaitre sur des photos des stars ou conjoints de star ;
- en 2000, elle coanime en prime-time l'émission de divertissement Les P'tits Princes avec Benjamin Castaldi, Carole Rousseau, Frédéric Joly, Flavie Flament, Stéphane Bouillaud, Lynda Lacoste et Billy. Dans cette émission, les enfants montrent tous leurs talents de chanteurs, imitateurs, etc. ;
- durant l'été 2000, chaque lundi, en deuxième partie de soirée, elle coanime Photos de vacances avec Philippe Kelly et Sabrina Kléber. Le magazine est composé d'interviews de personnalités et de reportages sur des destinations touristiques telles que Saint-Tropez, Deauville, etc. ;
- le 23 décembre 2000 à 19 heures, elle a animé Le bêtisier du sport avec Jean-Philippe Lustyk ;
- en 2001-2002, elle a fait partie des nombreux chroniqueurs du magazine Combien ça coûte ? présenté par Jean-Pierre Pernaut. Elle y a tenu une chronique « people ».

#### France 3
Sur France 3, en 2003-2004, elle anime aux côtés de Pierre Sled l'émission Vous pouvez répéter la question ? dans laquelle les habitants de plusieurs régions de France participent à divers jeux.

#### Equidia
De 2004 à 2017, Sophie Thalmann exerce sur la chaîne Equidia :
- durant la saison 2004-2005, une fois par mois, elle propose l’émission J’ai aimé un cheval  et a l'école des gardes a cheval de Soissons, en compagnie de Lénaick Lejeune star incontournable;
- de 2006 à 2009, elle présente Sophie.club ;
- elle anime l’émission Le matin de Diane le 10 juin 2007 aux côtés de Fabien Cailler, lors du Prix de Diane à l'hippodrome de Chantilly ;
- elle lance, en novembre 2009, l'émission Ch'val dire à Sophie, diffusée les mercredi, samedi et dimanche de 8 h 30 à 10 h ;
- à partir de 2013, elle anime Sophie & Cie sur Equidia Life.

#### Vivolta
Au début de 2011, elle anime sur la chaîne Vivolta, l'émission Bientôt maman… j'appelle Sophie !

#### France 2
En 2017, elle est chroniqueuse dans le magazine AcTualiTy présenté par Thomas Thouroude sur France 2.
En 2017 et 2019, elle est co-animatrice remplaçante d'Élodie Gossuin dans Les Années Bonheur aux côtés de Patrick Sébastien sur France 2.
En 2017, elle participe au jeu Tout le monde a son mot à dire sur France 2, dans l'équipe d'un des candidats.

### Participation à des émissions
Le 4 décembre 2010, elle est membre du jury de l'élection de Miss France 2011 au Zénith de Caen, présentée par Jean-Pierre Foucault et retransmise en direct sur TF1, aux côtés d'Alain Delon (président du jury), Ingrid Chauvin, Pauline Delpech, Grégoire, Philippe Lelièvre et Sandrine Quétier.
Elle participe à l'émission de divertissement Sosie ! Or Not Sosie ? présenté par Vincent Cerutti sur TF1 le 8 mars 2013. Elle y incarne Aline Tournau, une professeure de gym. 
Le 20 novembre 2013, elle témoigne sur son expérience de Miss France dans le documentaire Il était une fois... Miss France sur TMC. Elle est interviewée par Malika Ménard, Miss France 2010 devenue journaliste.
En avril 2014, elle vient en aide à une famille d'Auvergne, habitant à Saint-Voir (Allier) pour l'émission de TF1 Tous ensemble animée par Marc-Emmanuel. 
Le 28 août 2014, elle a participé au jeu N'oubliez pas les paroles ! sur France 2, ayant joué aux côtés de l'imitateur Michaël Gregorio en faveur de l'association ELA.
Le 25 mars 2015, elle participe au quiz de D8 Le Grand Match des années 90 présenté par Julien Courbet. Elle a joué dans l'équipe « Matata » au côté de Princess Erika, Alexandre Devoise, Séverine Ferrer, Marie-Ange Nardi, Indra, Henri Leconte, face à l'équipe « Hakuna » composée de Lââm, Patrick Puydebat, Anne Roumanoff, Sonia Dubois, Philippe Risoli, Laly Meignan et Laurent Petitguillaume
Du 11 avril au 6 mai 2015 sur NRJ 12, elle est jurée avec la chanteuse Ève Angeli, marraine de l'association PETA, le Dr Sébastien Kfoury, vétérinaire et Patrick Pittavino, dresseur de chiens pour le cinéma, dans l'émission Wouf, quel chien sera à la hauteur ? animée par Matthieu Delormeau et Anne-Gaëlle Riccio.
Depuis 2017, elle participe ponctuellement au jeu Tout le monde a son mot à dire présenté par Olivier Minne et Sidonie Bonnec sur France 2.
En mai 2018, elle joue dans Strike !, l'émission de bowling présentée par Vincent Lagaf' sur C8.
Le 19 décembre 2020, elle est présente lors de l'élection de Miss France 2021 se déroulant au Puy du Fou et retransmise sur TF1. Elle participe au défilé des anciennes Miss France et y interroge l'une des cinq Miss finalistes.

## Carrière à la radio
Elle anime également des émissions de radio comme Passionnément Sophie d'avril à juin 2001 sur France Bleu sud Lorraine et Les Tontons footeux en 2003 sur RTL.

## Filmographie

### Télévision
- 2004 : Sous le soleil (série) - saison 10, épisode 4 Tout le monde en parle : Mélanie

### Cinéma
- 2006 : Fracassés de Franck Llopis : Caroline
- 2013 : Turf de Fabien Onteniente : la journaliste d'Equidia

## Mannequinat
Sophie Thalmann a été ambassadrice de nombreuses campagnes publicitaires. Elle a notamment fait la campagne d'Oral B (porte-parole de la marque), Coca-Cola, Bergère de France, Xélance, Sanogyl, Côte Anglaise Paris et Colgate.
Elle a fait également la couverture de nombreux magazines féminins et de télévision tels que Gala, Version Femme, Télé 7 jours, etc.
En 2017, elle narre la publicité du programme minceur Comme j'aime.

## Autres activités artistiques

### Chanson
En avril 1999, elle enregistre avec le footballeur et champion du monde 1998 Emmanuel Petit la chanson Un an déjà (3-0), écrite par Axel Jones-Bege et Fred Bigaud, sur une musique de Willy L. Sydney. La chanson, sortie au début de l'été 1999, reprenant l'air de la chanson Santiano d'Hugues Aufray, a été adaptée par Lyn Brenon. Le single est édité par le label La Tribu et produit par Une Musique. Ils font également les chœurs de la chanson Happy Birthday.

### Publication
Le 26 avril 2001, elle sort le livre Ça fait quoi d'être Miss France ? dans lequel elle parle de son année de Miss France, livre des anecdotes sur les coulisses et l'univers des Miss. L'ouvrage provoque la colère de la présidente du comité Miss France Geneviève de Fontenay et de son fils Xavier, salarié de la société. Après cette publication, Sophie sort, à partir de 2003, plusieurs ouvrages consacrés surtout au cheval et au monde hippique.

## Engagements associatifs
Sophie Thalmann s’investit dans deux associations : ELA, association européenne contre la leucodystrophie, et est la marraine de la manifestation Octobre rose qui vise à dépister le cancer du sein.
Sophie Thalmann soutient l'association ELA depuis 1998 et en est l'une des marraines d'honneur. Elle s’associe régulièrement à eux pour leurs opérations telles que « Mets tes baskets » ou « La dictée d’ELA ».
En octobre 2007, sur l’initiative de Guy Alba et de Sylvie Tellier, Sophie participe, avec 11 autres Miss France au projet Calendrier 2008 réalisé par Peter Lindbergh, en faveur de l'association Ela parrainée par Zinédine Zidane. Ce calendrier devient un outil de soutien et de lutte contre les leucodystrophies.

## Discographie
- 1999 : chanson Un an déjà (3-0) en duo avec Emmanuel Petit.

## Ouvrages
- 2001 : Ça fait quoi d'être Miss France ? (Michel Lafon)
- 2003 : Cheval mon ami (Jacques-Marie Laffont)
- 2006 : Passions chevaux (Flammarion)
- 2008 : L’encyclopédie sur le cheval - Au galop (Hachette)
- 2009 : Mon journal d'équitation (Hachette)
- 2016 : Miss un jour, maman toujours (Michel Lafon)
- 2013-2023 : représentante de la série de romans jeunesse Mes amis les chevaux - Sophie Thalmann, tomes 1 à 44 écrits par Natacha Godeau (Bibliothèque rose)

## Titres
- Miss France 1998
- Miss Lorraine 1997
- 1re dauphine de Miss Lorraine 1996
- Miss Meuse 1996